# Палома Крик Саут (Тексас)
Палома Крик Саут (енгл. Paloma Creek South) насељено је место без административног статуса у америчкој савезној држави Тексас.

## Демографија
По попису из 2010. године број становника је 2.753.
| Група             | 2000.    | 2010.         |
| Белци             | 0 (0,0%) | 1.589 (57,7%) |
| Афроамериканци    | 0 (0,0%) | 569 (20,7%)   |
| Азијати           | 0 (0,0%) | 86 (3,1%)     |
| Хиспаноамериканци | 0 (0,0%) | 440 (16,0%)   |
| Укупно            | 0        | 2.753         |